# 超声波听力
超声波听力（英語：Ultrasonic hearing）：人类的耳一般能听到20Hz-24kHz的声波；但不能听到超过24kHz的声音。频率高过此频率的声音，称为超声。目前公认人类有一听力的上限为17-20kHz，但也有能听出高达120kHz的超声纪录。能听出超过25kHz的听力，称为超声波听力。
自上世纪50年代开始，就有人研究，具有超声波听力的原因，也已有各种企图解析的理论，但都不能为较多学者的承认；近来，西村等人提出，超声波通过骨络传导，使耳底膜振动而引起基底内毛细胞振动而听到超声的理论。
最近，珍妮弗·马丁在他的学位论文中用耳声发射的方法研究能听到超声的原因；这种方法可以确定声音在耳内进程中的什麽位置被接收和加工。所得结果支持西村等人所提的理论。但这个问题目前尚无一致的看法。